# Welney
Welney angliai falu Norfolk megyében az Old Bedford a Delph és a New Bedford folyók által körbezárt terület nyugati szélén, az A1101 út mentén. Downham Markettől 15 kilométerre délnyugatra, King's Lynntől 30 kilométerre délre, Norwichtől 70 kilométerre nyugatra, Cambridgetől 40 kilométerre északra található a Cambridgeshire megyével alkotott határhoz közel.
A 2000-2001-es népszámlálás szerint a felu 20.73 km²-es területén 217 háztartásban 528-an élnek.
A 14. században neve Wellenhe volt, ami „Welle-folyót” jelent (az Old Croft folyó régi neve).
Természetvédelmi területen található, a közelében tart fent madárrezervátumot a Royal Society for the Protection of Birds.

## Külső hivatkozások
- BBC Radio 4 nature programme from Welney
- Information from Genuki Norfolk
- Welney's website